# Predsednik vlade Francije
Predsednik vlade Francije (francosko Premier ministre français), uradno predsednik vlade Francoske republike, je vodja vlade Francoske republike in Sveta ministrov.
Predsednik vlade je za francoskim predsednikom druga najvišja funkcija v Franciji. Predsednik, ki predsednika vlade imenuje, ne more ga pa razrešiti, lahko le zaprosi za njihov odstop. Vlado Francije, vključno s predsednikom vlade, lahko razreši državni zbor. Predsednik vlade ob imenovanju predsedniku republike predlaga seznam ministrov. Odloki in sklepi, ki jih podpiše predsednik vlade, so tako kot skoraj vse izvršilne odločbe predmet nadzora upravnega sodnega sistema. Nekateri odloki so sprejet na pobudo državnega sveta (francosko Conseil d'État), ki mu lahko predseduje predsednik vlade. Ministri zagovarjajo programe svojih ministrstev pred predsednikom vlade, ki odloča o proračunu. Obseg, v katerem so te odločitve v pristojnosti predsednika vlade ali predsednika, je pogosto odvisen od tega, ali sta iz iste politične stranke. Če je tako, lahko predsednik deluje tako kot vodja države kot dejanski vodja vlade, medtem ko je predsednik vlade njegov namestnik.
Jean Castex je 16. maja 2022 odstopil s položaja predsednika vlade, predsednik Emmanuel Macron pa je isti dan za naslednico imenoval Élisabeth Borne, ministrico za delo, zaposlovanje in integracijo. Njena vlada, prva pod vodstvom ženske po Édith Cresson leta 1992, je bila postavljena štiri dni pozneje, 20. maja. Borne je šele druga ženska na položaju predsednika vlade.

## Imenovanje
Predsednika vlade imenuje predsednik Francije, ki teoretično lahko za to mesto izbere kogarkoli. V praksi, ker ima Državni zbor pooblastila, da s sprejetjem nezaupnice izsili odstop vlade, mora izbira predsednika vlade, ki ga podpira večina v Državnem zboru. Neposredno po zakonodajnih volitvah leta 1986 je moral predsednik François Mitterrand za premierja imenovati Jacquesa Chiraca, čeprav je bil Chirac član Zbora za republiko in tako Mitterrandov politični nasprotnik. Kljub temu, da je bila Mitterrandova socialistična stranka največja stranka v državnem zboru, ni imela absolutne večine. RPR je imel zavezništvo z Unijo za francosko demokracijo, ki jim je omogočala večino. Takšna situacija, v kateri je predsednik prisiljen sodelovati s predsednikom vlade, ki je politični nasprotnik, se imenuje sobivanje oz. kohabitacija.
Predsedniki vlad so običajno izbrani iz vrst članov državnega zbora, so pa nekateri predsedniki izbirali tudi nefunkcionarje, predvsem zaradi njihovih izkušenj v birokraciji ali zunanji službi ali uspeha pri vodenju podjetij – tak primer je bil Dominique de Villepin, ki je postal predsednik vlade, ne da bi bil izvoljen za poslanca.
Čeprav mora biti predsednikova izbira predsednika vlade v skladu z večino v državnem zboru, pa predsedniku vlade po sestavi vlade ni treba zaprositi za izglasovanje zaupnice. Svojo legitimnost lahko utemeljijo na predsednikovi dodelitvi za predsednika vlade in odobritvi vlade. Tradicionalno se pričakuje, da bo vlada ob prevzemu funkcije zahtevala zaupnico.

## Vloga
Po 21. členu ustave predsednik vlade "usmerja delovanje vlade". Poleg tega 20. člen določa, da vlada "opredeljuje in vodi politiko naroda" ter vključuje notranja vprašanja, medtem ko se predsednik osredotoča na oblikovanje usmeritev glede nacionalne obrambe in zunanje politike, hkrati pa arbitrira o učinkoviti službi vseh vladnih oblasti v Franciji. Ostale člane vlade na predlog predsednika vlade imenuje predsednik. V praksi predsednik vlade deluje skladno z voljo predsednika. V nekaterih primerih ustavna konvencija daje predsedniku vlade primat v notranjih zadevah, predsednik pa nadzoruje zunanje zadeve. Njegove odgovornosti so torej podobne tistim, ki jih ima predsednik vlade v parlamentarnem sistemu.
Predsednik vlade lahko "angažira odgovornost" svoje vlade pred državnim zborom. Ta postopek je sestavljen iz predložitve zakona pred skupščino, pri čemer bodisi skupščina strmoglavi vlado bodisi se zakon sprejme samodejno (49. člen). Poleg zagotavljanja, da ima vlada še vedno podporo v parlamentu, je mogoče na ta način sprejeti nekatere zakone, ki bi se lahko izkazali za preveč sporne, da bi jih lahko prešli skozi običajna pravila skupščine.
Predsednik vlade lahko vloži tudi predlog zakona, ki še ni podpisan, ustavnemu svetu (61. člen). Preden lahko razpustijo skupščino, se mora predsednik posvetovati s predsednikom vlade in predsednikoma obeh domov parlamenta (12. člen). Kot predstavnik vlade so edini član vlade, ki lahko uvaja zakonodajo v parlament.

## Zgodovina
Pod Tretjo republiko so francoski ustavni zakoni iz leta 1875 imenovali vodjo vlade kot "predsednika Sveta ministrov" (francosko Président du Conseil des Ministres), čeprav so ga zunaj Francije neformalno imenovali "predsednik vlade" ali "premier".
Predsednik sveta je imel podobna formalna pooblastila kot predsednik vlade Združenega kraljestva. V praksi se je izkazalo, da to ni dovolj, da bi pridobil zaupanje francoskega večstrankarskega parlamenta. Predvsem je imel zakonodajalec pooblastilo, da z nezaupnico izsili k odstopu celotno vlado. Posledično so vlade pogosto padale, tudi dvakrat na leto, v dolgih periodah pa je Francija imela le prehodno vlado. V danih okoliščinah je bil predsednik sveta običajno precej šibka oseba, katere moč je bila bolj odvisna od karizme kot od formalnih pooblastil. Pogosto je bil le malo več kot primus inter pares in je bil bolj predsedujoči vladi kot njen vodja.
Po več neuspešnih poskusih okrepitve vloge v prvi polovici dvajsetega stoletja je bil v okviru Pete republike uveden polpredsedniški sistem. Na tej točki se je funkcija uradno imenovala "premier" in dobila sedanjo obliko. Ustava iz leta 1958 vključuje več določb, katerih namen je okrepiti položaj predsednika vlade, na primer z omejevanjem pooblastil zakonodajnega telesa, da podira vlado. Posledično je bil premier samo enkrat v času obstoja Pete republike, leta 1962, ko je bil predsednik vlade Georges Pompidou, strmoglavljen zaradi nasprotovanja prizadevanjem predsednika Charlesa de Gaulla, da bi bil predsednik vsesplošno izvoljen. Vendar pa je na naslednjih francoskih zakonodajnih volitvah leta 1962 de Gaullova koalicija dobila povečano večino in Pompidou je bil ponovno imenovan za premierja.